# ابتسام محاميد
ابتسام محاميد (1960-) هي ناشطة سلام فلسطينية، وناشطة في مجال حقوق المرأة، وناشطة في الحوار بين الأديان.

## النشأة والخلفية
تنحدر عائلتها المحاميد من الطنطورةولدت وتعيش في الفريديس، وهي مسلمة، وتُعد مواطنة إسرائيلية. لم تكن لدى الفريديس مدرسة ثانوية، لذلك التحقت بالمدرسة الثانوية في حيفا، وابتداءً من الأربعينيات من عمرها، حصلت محاميد على درجة في علم النفس والعلوم الاجتماعية والدكتوراه في الأنثروبولوجيا.

## نشاطها السياسي والاجتماعي
اهتمت محاميد بالنشاط السياسي عقب حادثة عام 1995، حين مارس سائق حافلة التمييز ضدها، وأغلقت السلطات القضية لعدم اهتمامها، أحدثت هذه الحادثة تغييرات عديدة في حياة محاميد، وبدأت ترتدي ملابس عربية تقليدية، مدركةً أن ارتداء ملابس علمانية لا يحميها من التمييز، كما ازداد اهتمامها بالتاريخ، وبدأت تحاول التفكير في الحادثة من منظور سائق الحافلة/ وتنسب الفضل إلى هذا الحدث في انطلاق عملها في توعية الناس بـ"الجانب الآخر".
انخرطت محاميد في العمل بين الأديان بعد التحاقها بدورة تدريبية مع منظمة نعمات، وهي منظمة نسائية يهودية إسرائيلية، وهناك، التقت بنساء مسيحيات ويهوديات ودرزيات وتوطدت علاقاتها بهنأسست محاميد وامرأتان يهوديتان من زخرون يعقوب مؤسسة الأخوة للسلام، واعتبارًا من عام 2012، استقطبت اجتماعات المؤسسة حوالي 1000 شخص.
في عام 1998، ترشحت محاميد لمنصب عمدة الفريديس، وحصلت على مائتي صوت، ورغم دعم زوجها لها، إلا أنها لاقت انتقادات لاذعة من أفراد آخرين في المجتمع، الذين اعتبروا دخولها معترك السياسة أمرًا غير لائق وفي وقت لاحق من ذلك العام، سافرت إلى برلين لحضور قمة نظمتها مبادرة الأديان المتحدة حول صنع السلام، وهناك توطدت علاقتها بزميلتها اليهودية إيلانا روزنمان، وظلتا صديقتين بعد عودتهما إلى إسرائيل في أبريل 2002.
أطلقت محاميد وروزنمان مجموعة دراسية مشتركة بين الأديان، حضرها حوالي 200 امرأة، ومنذ ذلك الحين شاركت في عدد من المجموعات المشتركة بين الأديان وتمكين المرأة، بما في ذلك مركز هاجر وسارة، والسلام يبدأ من الداخل، والمرأة المولودة من جديدوهي عضو في اللجنة التوجيهية لـ SHIN، الحركة الإسرائيلية من أجل التمثيل المتساوي للمرأة.
حضرت محاميد وروزنمان معًا برلمان أديان العالم في برشلونة عام 2004، وحضرت برلمان أديان العالم في ملبورن عام 2009، وفي حديثها عن تأثير الدين على نشاطها، قالت إذا كنت أعتبر نفسي ناشطة سلام، فيجب أن تكون كل أقوالي وأفعالي مخصصة للسلام، بالنسبة لي هذا هو الجهاد وإذا مت وأنا أفعل هذا فسأعتبر شهيدة. في عام 2014، شاركت محاميد في كتابة صلوات صلاة الأمهات من أجل الحياة والسلام وشمعة السلام مع الحاخام تامار إيلاد أبلباوموقدمت قراءات مع إيلاد أبلباوم في مسيرات بين الأديان.

## الجوائز والتقديرات
في عام 2006، عُرضت مسرحية بئر سارة وهاجر، وهي مسرحية مستوحاة من حياة المحاميد والناشطة دوريت بات شالوم، في الولايات المتحدة.
- امرأة العام 2007، برلمان المرأة الإسرائيلي.
- جائزة الأبطال المجهولين للرحمة لعام 2009، التي منحها الدالاي لاما.[11]
- امرأة العام 2010 في القيادة النسائية، شخصية العام في المجتمع الفلسطيني.